# Stade Colonel-Amirouche
Pour les articles homonymes, voir Amirouche.
Le Stade Colonel-Amirouche précédemment connu sous le nom de Stade Louis-Delmas est un stade de football situé dans la ville de Jijel, en Algérie, construit en 1926. Il est le stade résident du CR Village Moussa.

## Histoire
Le stade municipal de Jijel a accueilli pendant près de 90 ans les matchs des grandes équipes de football de la ville, le Sporting CD à partir de 1926 mais surtout de JS Djidjelienne depuis 1936.
Le stade a été rénové en 2012, le montant des travaux étant évalué à 70 millions de dinars algériens. Le stade est revêtu d’un gazon synthétique de 4e génération, entouré d’une piste d’athlétisme.

## Galerie

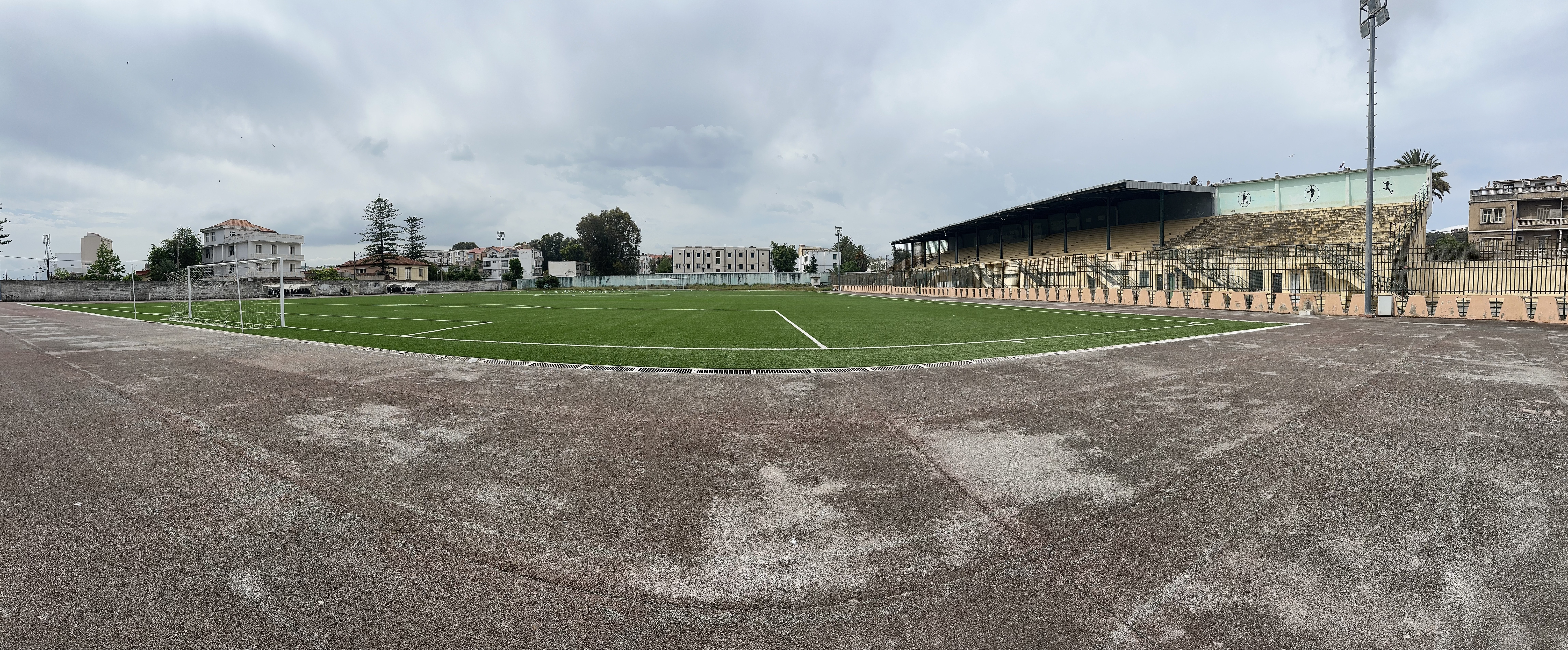
Vue panoramique
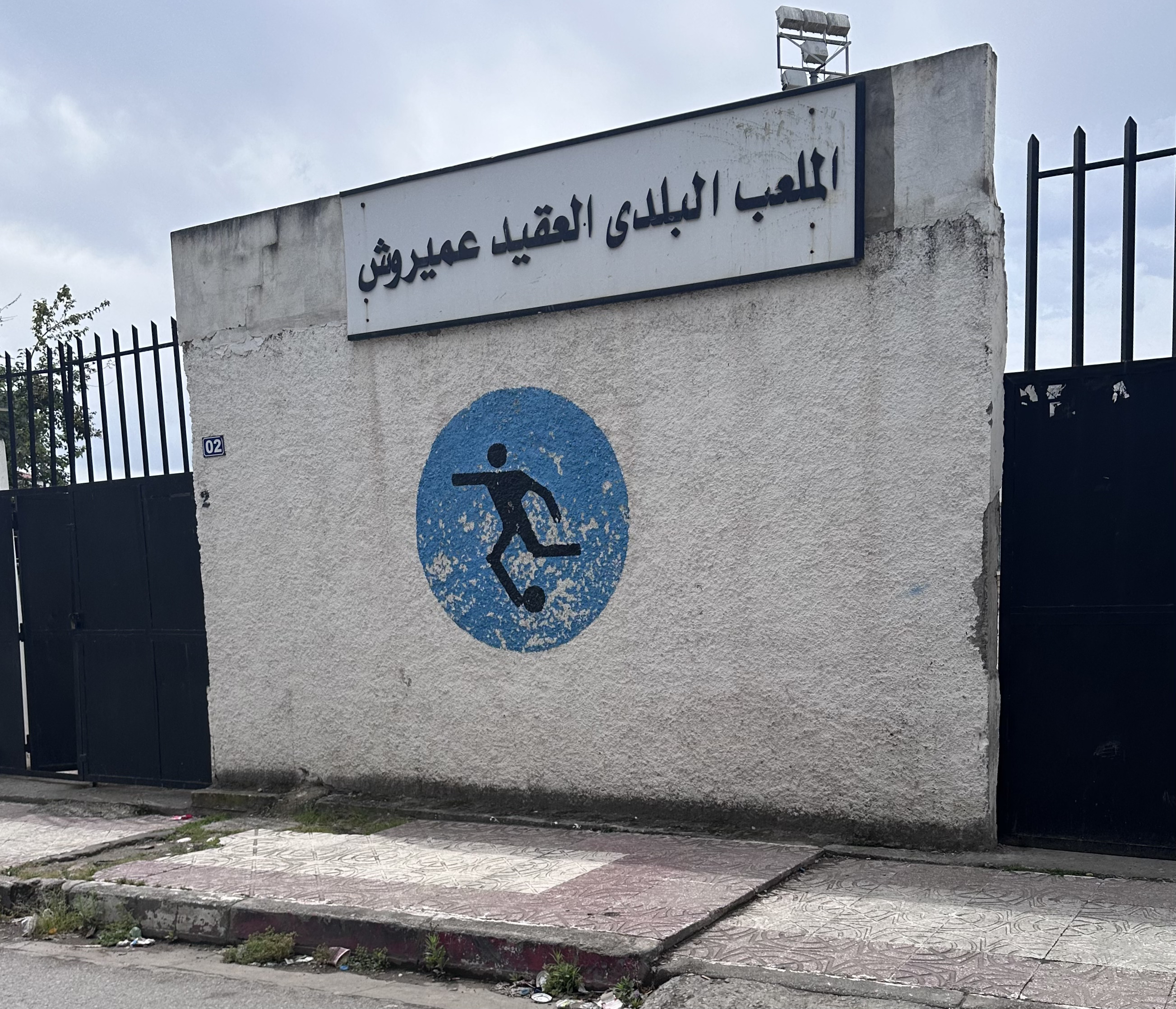
Entrée du stade